# Clairmarais
 Clairmarais  es una población y comuna francesa, situada en la región de Norte-Paso de Calais, departamento de Paso de Calais, en el distrito de Saint-Omer y cantón de Saint-Omer-Nord.

## Historia
Villa del Condado de Artois, el Tratado de Senlis (1493) la incluyó en los Países Bajos de los Habsburgo, hasta su ocupación por las tropas francesas en marzo de 1677.

## Demografía
| 397 | 410 | 480 | 598 | 687 | 689 |
| Para los censos de 1962 a 1999 la población legal corresponde a la población sin duplicidades (Fuente: INSEE [Consultar]) |     |     |     |     |     |